# Observatori Astronòmic de Mallorca
L'Observatori Astronòmic de Mallorca (OAM) va ser un observatori astronòmic amb seu a Costitx. S'inaugurà el maig de 1991, essent l'observatori més oriental del territori espanyol, amb l'objectiu d'investigar i difondre l'astronomia.
Fruit del seu treball ha estat el descobriment de nous asteroides, la qual cosa no s'havia fet des de 1941 a Espanya. Al primer asteroide descobert li posaren el nom “Costitx”, i al segon “Ramon Llull” en honor del teòleg i filòsof mallorquí.
Aquest observatori estava integrat dins una xarxa d'observatoris dedicats a estudis astrofísics marcats per l'Institut Astrofísic de les Illes Canàries. Dels estudis científics d'aquest grup destaquen el control i comprovació dels fenòmens atmosfèrics de Júpiter i Saturn, i la cerca i fotometria d'estrelles variables. A part de les tasques científiques l'observatori de Costitx també es dedicà a l'ensenyament i difusió de l'astronomia, amb cursos organitzats de forma regular i altres activitats.

## Asteroide 2012 DA14

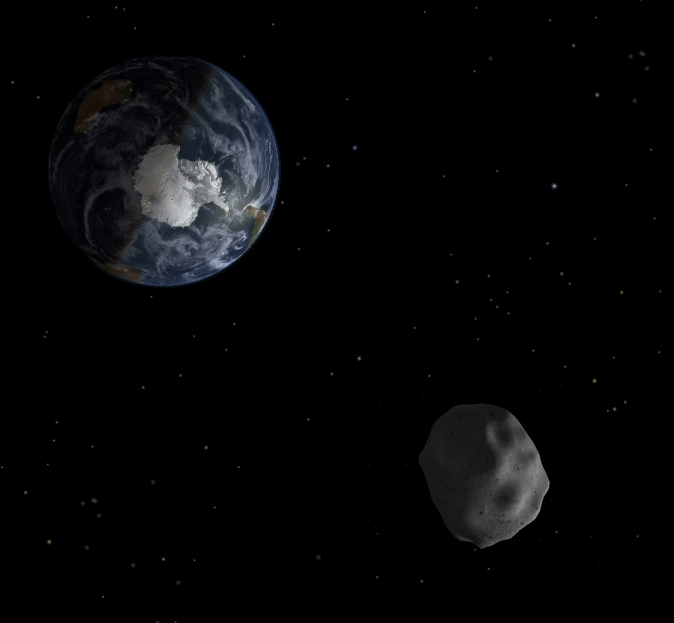
Recreació artística de l'asteroide, descobert per l'OAM, passant prop de la terra el 15 de febrer de 2013

La nit del 22 de febrer de 2012, l'OAM va descobrir l'asteroid 2012 DA14, set dies després de passar a 0,0174 UA (2.600.000 km) de la Terra. Els càlculs mostren que en el 15 de febrer de 2013, la distància entre l'asteroide i el punt central de la Terra va ser de 0,0002276 UA (34.050 km). L'asteroide passà a 27.700 km de la superfície terrestre. Aquest és un acostament rècord d'un objecte conegut d'aquesta mida.
| 73.533 Alonso       | 25 juliol 2003         |
| 120.141 Lucaslara   | 7 abril 2003           |
| 128.036 Rafaelnadal | 28 maig 2003           |
| 164.589 Anoia       | 11 agost 2007          |
| 171.458 Pepaprats   | 7 octubre 2007         |
| 185164 Ingeburgherz | 27 de setembre de 2006 |
| 185.638 Erwinschwab | 1 març 2008            |
| 185.639 Rainerkling | 2 març 2008            |
| 187.700 Zagreb      | 2 març 2008            |
| 189.848 Eivissa     | 23 març 2003           |
| 202.787 Kestecher   | 25 juliol 2008         |
| 212981 Majalitović  | 14 febrer 2009         |
| 228.133 Ripoll      | 20 agost 2009          |
| 236.987 Deustua     | 26 agost 2008          |
| 236.988 Robberto    | 25 agost 2008          |
| 2012 DA14           | 23 febrer 2012         |

## Transformació de l'observatori
L'observatori astronòmic de Mallorca depenia directament de la caixa d'estalvis Sa Nostra, la qual va caure en la crisi immobiliària. Així, el centre balear d'investigació va entrar en concurs de creditors després de constatar-se que, des de 2013, no estava al corrent de les seves obligacions amb la Seguretat Social. El pla econòmic per salvar el que quedava de l'observatori va ser, aleshores, convertir l'observatori en un centre de turisme científic. Després de la transformació de l'observatori, les tasques científiques a l'illa van passar a mans de l'Institut d'Astronomia i Astronàutica de Mallorca, fundat el 2016 amb col·laboració de l'ESA i dos grups hotelers, Iberostar i Jumeirah.